# 伊朗綠色革命
伊朗綠色革命（波斯語：‎）是2009年伊朗的一次大型的反政府群眾運動。在2009年伊朗總統選舉中，官方宣布馬哈茂德·艾哈邁迪內賈德以絕對優勢成功連任，但是反對派總統候選人、前總理米爾-侯賽因·穆薩維認為選舉存在嚴重選舉舞弊，要求重新選舉。從6月13日凌晨開始，大批民眾走上街頭抗議選舉不公和艾哈邁迪內賈德政府，以及要求伊朗進行改革，實現自由和民主。由於穆薩維用綠色作為競選顏色，因而示威群眾大多身穿綠衣或者佩戴綠絲帶、頭巾等，揮舞綠旗，形成「綠色海洋」，因而被稱為「綠色革命」。
示威抗議活動由伊朗首都德黑蘭蔓延到全國各地，乃至海外伊朗僑民，最高時刻有超過300萬人在德黑蘭參與示威。是伊朗革命以來最嚴重的騷動。這次運動的一個很大的特點就是網絡技術的廣泛應用，由於伊朗政府進行信息管制，封鎖和驅逐媒體，導致伊朗國內局勢不能及時傳遞出去，但是伊朗民眾頂風利用新興的網絡工具，如Twitter、Facebook、YouTube和代理伺服器，將示威和政府鎮壓的實況報道出去。所以很多人也稱這次運動為「Twitter革命」。
迫於民眾的反對壓力，伊朗最高領袖阿里·哈米尼宣布調查選舉舞弊指控，並作部分重新計票，但是示威民眾對這一舉措仍然不滿，要求必須重新選舉。示威民眾和伊斯蘭革命衛隊之間發生衝突，36人在衝突中喪生，其中多名學生在政府武裝攻佔德黑蘭大學學生宿舍時被殺害。而4,000多名改革派知名人士被政府逮捕。

## 示威冲突
民众和警方的冲突从星期六（6月13日）一大早开始。抗议活动最初主要是和平，但变得越来越暴力。愤怒的群众在德黑兰攻入商店，拆除招牌和窗户。民众纵火焚烧轮胎及组成人链封锁了一条德黑兰主要街道。同天有匿名消息说，警察冲进反对派阵营总部，并拘捕了数人。
进入6月14日，抗议活动已大大增加，并且变得更加暴力。燃烧的公共汽车和垃圾桶封锁进入德黑兰的街道和高速公路。抗议者攻击商店、政府机关、警察局、警车、加油站和银行。示威活动也波及到校园。德黑兰大学、沙希德·贝赫什提大学等大学内，学生开始烧毁各种建筑和物品，并在街上与警察和伊斯兰革命卫队官员发生冲突。警方已经在梅赫拉巴德国际机场和伊玛目霍梅尼国际机场安装了路障，防止示威者计划攻击，并且也封锁内政部周围道路。在那里示威者焚烧汽车轮胎，投掷石块和燃烧瓶。示威活动也蔓延到伊朗全国各地。阿瓦士、设拉子、戈尔甘、扎黑丹、大不里士、拉什特等地示威活动的规模一直在增加。由于防暴警察行动在很大程度上仅限于德黑兰，所以伊斯兰革命卫队和巴斯基民兵已经被派往各个城市去平息抗议活动。
半岛电视台英文频道描述抗议活动“自1979年革命以来最大的动乱”，半岛电视台还表示，这些抗议活动似乎没有任何正式的组织在运作。有报道说，6月14日，两人死于骚乱。
14日晚上至15日凌晨，在德黑兰大学宿舍里，15名学生因为遭到警察和巴斯基民兵野蛮殴打严重受伤或死亡。这里的大部分学生没有料到在没有参与任何内乱的时候会遭到无端攻击。120名谢里夫科技大学的教师辞职，以抗议选举舞弊，并开始抗议内贾德再次当选为总统。
同样在14日，成千上万内贾德的支持者聚集在首都德黑兰，以庆祝内贾德成功连任。支持者包括当地德黑兰居民以及各省的保守人士。
在6月15日，超过10万名示威者走上街头。尽管政府官员表示，任何此类集会将是非法的。亲政府的巴斯基民兵开枪，据称打死了7名示威者。在开枪后，人群据说進击了民兵的大院。伊朗当局已经逮捕了一名男子。除了这起事件外，其余的示威活动还算和平。亲政府的巴斯基民兵基本上停留在观望抗议人群。
示威进入16日。数千人集结在德黑兰街头了。一名英国记者看到特别警察将示威民众和巴斯基民兵隔开。120多个德黑兰大学教授已经辞职，以抗议安全部队暴力袭击大学宿舍和暴力侵害学生。

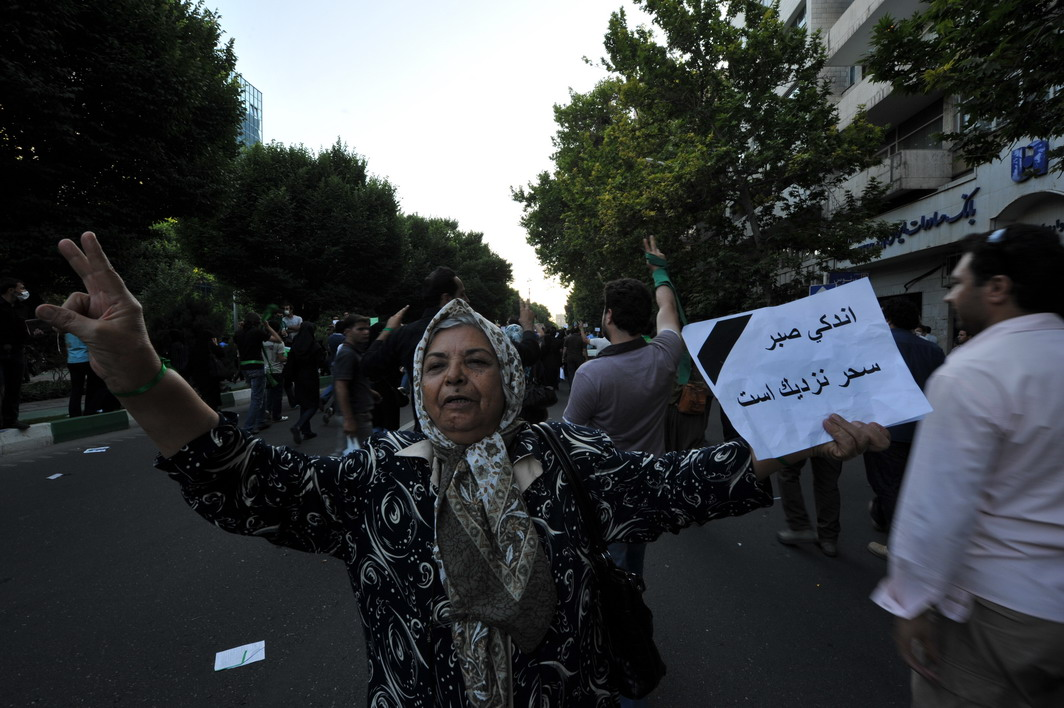
抗议者持有标语

宪法监督委员会宣布，它准备部分验票，并排除无效的选票。

## 外界聲援
- 6月17日，伊朗國家足球隊前往首爾參加其在2010年南非世界盃亞洲區外圍賽的最後一戰（對陣韓國隊），伊朗隊員們在手腕上佩戴代表支持穆薩維的綠色腕帶。伊朗國家電台對這場比賽進行了實況轉播，有數百萬伊朗聽眾收聽了此節目[58]
- 世界著名BT資源分享網站「海盜灣」將其主頁改名為「波斯灣」，並且將海盜船改為全綠色，聲援伊朗民眾。[59]

## 延續
- 2009年阿舒拉節示威
- 2009年12月26日至27日伊朗反政府示威
- 綠絲帶

## 外部連結
媒體報道
- 專題報道：法斯通訊社、德黑蘭時報 （页面存档备份，存于）、半島電視台（页面存档备份，存于）、BBC （页面存档备份，存于）、紐約時報 （页面存档备份，存于）
- 從德黑蘭發來的文字直播 衛報 （页面存档备份，存于）

圖集
- 從伊朗實時傳來的視頻、圖片、信息集（页面存档备份，存于）
- 多個Twitter的Feed和新聞鏈接
- 照片集 （页面存档备份，存于） Flickr
- 照片集[永久] Picasa
- 伊朗學生聯盟 （页面存档备份，存于）

社交網站（群組）
- 100 Million Facebook members for Democracy in Iran（页面存档备份，存于） Facebook

其他
- 香港政府新聞網：前赴伊朗的市民應密切留意當地的局勢 （页面存档备份，存于） 2009年6月21日